# Julien Pondé
Julien Pondé (né en 1982) est un compositeur français, professeur de musique, chef d'orchestre, trompettiste et percussionniste. Il joue également d'autres instruments, notamment trombone, cor et euphonium.

## Biographie
Julien Pondé commence l'apprentissage de la musique à l'école de musique d'Artigues-près-Bordeaux en 1988, et ce jusqu'en 1996. Ensuite, il étudie au Conservatoire national de région de Bordeaux. Il y reçoit une médaille d'or de musique d'ensemble et de trompette, ainsi que le fin d'étude musicale de percussions.
En 2001 il intègre la Musique des Forces aériennes de Bordeaux à Mérignac (Gironde). Il y est successivement trompettiste, corniste, puis bibliothécaire musical. Il écrit régulièrement pour cet orchestre professionnel.
Il étudie la direction d'orchestre et l'écriture musicale depuis ses 15 ans, et obtient dès 1999 un poste de directeur d'harmonie. De 2002 à 2012, il est chef d'orchestre de l'Orchestre symphonique des Jeunes de l'UDEM 33, dont il fait partie depuis 1995. Il fut également professeur de musique à Sainte-Hélène (Gironde), Ambarès-et-Lagrave (Gironde), Yvrac (Gironde) pour enseigner la trompette, le cor d'harmonie, et la formation musicale. Depuis 2017, il intègre l'école de musique de Lormont (Gironde) où il enseigne encore aujourd'hui la formation musicale et l'écriture.
En tant que compositeur, il travaille pour divers ensembles. En 2004, il remporte un troisième prix au concours de composition de la Confédération musicale de France. Régulièrement invité en tant que chef d'orchestre ou compositeur (ou arrangeur), il travaille activement au rayonnement de la musique.

## Compositions (liste non exhaustive)
Certaines de ses compositions sont éditées aux éditions Pierre Lafitan, d'autres aux éditions Oustalot.

### Compositions pour orchestre symphonique
- 1998 Hermanesque, pour orchestre
- 2000 Wicklow, pour orchestre
- 2004 Une bouteille dans l'océan, pour orchestre
- 2005 La Palomera, pour orchestre
- 2006 Combat per tostemps, pour orchestre
- 2007 Une Etoile est née, pour orchestre
- 2008 Oustau Landes, pour orchestre
- 2009 Catar, pour orchestre
- 2009 Nabias, concerto pour violon et orchestre
- 2009 Content pour rien, pour orchestre
- 2010 Buffard Symphonique, pour orchestre
- 2011 La légende du Drac, pour orchestre
- 2012 Comptines, pour orchestre
- 2012 La dernière note, pour orchestre

### Compositions pourharmonie
- 1996 Music Time, pour harmonie
- 2000 Aliénor, pour hamonie
- 2004 La vieille Horloge, pour harmonie (3° prix de composition au concours CMF)
- 2006 L'oeil du cyclone, pour harmonie
- 2007 Tradilique, pour harmonie ou fanfare

### Musique de chambre
- 1998 Quatuor Hermanesque, pour quatuor à cordes
- 2001 Spadassin, pour ensemble de percussions
- 2003 Portugal Kit, pour ensemble d'accordéons
- 2005 Le bois du xylo, pour xylophone et piano
- 2005 Trompinette, pour trompette et piano
- 2005 Vie au long, pour violon et piano
- 2005 C'est claire, pour caisse claire et piano
- 2005 Percus sons, pour percussions et piano
- 2005 Engagement, pour quatuor à cordes et trio de cuivres
- 2006 Les bas guettent, pour percussions et piano
- 2006 Locomotion, pour ensemble de percussions
- 2006 Oc, per tostemps, pour quatuor à cordes, quatuor de cuivres, orgue et tambour
- 2007 Une nouvelle famille, pour percussions et piano
- 2007 Opposés, pour ensemble de percussions
- 2008 To Infinity, pour trompette et piano
- 2009 Il était une caisse, pour caisse claire et piano
- 2010 Solaire, pour trompette et piano
- 2010 Chant du lac, pour flûte et piano
- 2011 Révélation, pour violon et piano
- 2015 Marche du pirate, pour trompette ou trombone ou euphonium ou cor et piano
- 2016 Invitation, pour trompette ou trombone ou euphonium ou cor et piano
- 2016 Sapristi, pour percussion et piano
- 2016 Sur la corde du violoncelle, pour violoncelle et piano
- 2017 Cuivruscule, pour trompette ou trombone ou euphonium ou cor et piano
- 2019 Une nuit, pour marimba
- 2019 Quelques petites notes, pour trompette ou trombone ou euphonium ou cor et piano

### Compositions pour piano
- 2006 Rencontre, pour piano
- 2008 Ballade de nuit, pour piano
- 2010 Air de nuit, pour piano
- 2010 Air de nostalgie, pour piano
- 2015 El conquistador, pour piano
- 2016 En avant, pour piano
- 2016 Le piano de la lune, pour piano
- 2017 Nostra, pour piano

### Œuvres vocales
- 2023 Marin de Groix, pour chœur d'hommes à 9 voix

### Compositions éducatives
- 2010 Méthode de lectures de notes et de rythmes volume I
- 2011 Méthode de lectures de notes et de rythmes volume II
- 2017 Méthode de lectures de notes et de rythmes volume III

### Musiques de film
- 2009 Eden, les paradis perdus...
- 2010 Buffard